# Maximilian Müller
Pour les articles homonymes, voir Müller.
Ne doit pas être confondu avec Maximilien Muller.
Maximilian Müller, né le 11 juillet 1987 à Nuremberg, est un joueur de hockey sur gazon allemand. Il est double champion olympique 2008 et 2012. Il est actuellement le capitaine de l'équipe d'Allemagne.

## Palmarès

### Jeux olympiques
- Jeux olympiques d'été de 2008 à Pékin
  -  Médaille d'or.
- Jeux olympiques d'été de 2012 à Londres
  -  Médaille d'or.

### Championnat d'Europe
- Championnat d'Europe de 2011 à Mönchengladbach
  -  Médaille d'or.